# Équipe du Zimbabwe féminine de football
Cet article traite de l'équipe féminine. Pour l'équipe masculine, voir Équipe du Zimbabwe de football.
Maillots
L'équipe du Zimbabwe féminine de football est l'équipe nationale qui représente le Zimbabwe dans les compétitions internationales de football féminin. Elle est gérée par la Fédération du Zimbabwe de football.
Son premier match officiel a lieu en 2000. Les Zimbabwéennes ont participé à quatre reprises à une phase finale de Coupe d'Afrique des nations (2000, 2002, 2004 et 2016), leur meilleure performance étant une quatrième place en 2000. La sélection n'a jamais participé à une phase finale de Coupe du monde ou des Jeux olympiques. Les Zimbabwéennes remportent le Championnat féminin du COSAFA en 2011, sont finalistes en 2002, en 2008 et en 2017, troisièmes en 2019 et quatrièmes en 2006 et 2023.

## Classement FIFA
| Année              | 2003 | 2004 | 2005 | 2006 | 2007 | 2008 | 2009 | 2010 | 2011 | 2012 | 2013 | 2014 | 2015 | 2016 | 2017 | 2018 | 2019 | 2020 | 2021 | 2022 |
| ------------------ | ---- | ---- | ---- | ---- | ---- | ---- | ---- | ---- | ---- | ---- | ---- | ---- | ---- | ---- | ---- | ---- | ---- | ---- | ---- | ---- |
| Classement mondial | 91   | 95   | 95   | 102  | 100  | 95   | 92   | 103  | 103  | 92   | 82   | 95   | 98   | 88   | 83   | 100  | 109  | 107  | 120  | 127  |